# (354) Eleonora
(354) Eleonora es un asteroide perteneciente al cinturón de asteroides descubierto el 17 de enero de 1893 por Auguste Honoré Charlois desde el observatorio de Niza, Francia.
Se desconoce la razón del nombre.